# Panysinus
Panysinus is een geslacht van spinnen uit de familie springspinnen (Salticidae).

## Soorten
De volgende soorten zijn bij het geslacht ingedeeld:
- Panysinus grammicus Simon, 1902
- Panysinus nicholsoni (O. P.-Cambridge, 1899)
- Panysinus nitens Simon, 1901
- Panysinus semiargenteus (Simon, 1877)
- Panysinus semiermis Simon, 1902